# Stefan Badeni
Stefan Rafał Badeni (ur. 24 października 1885 r. w Radziechowie – zm. 16 sierpnia 1961 r. w Dublinie) – polski patriota, historyk i pisarz, ostatni właściciel dóbr Koropiec nad Dniestrem i Zaburze koło Tarnopola oraz Znosicze na Polesiu.
Syn marszałka krajowego Galicji Stanisława Badeniego i Cecylii zd. Mier, brat Henryka Badeniego, bratanek premiera Austro-Węgier Kazimierza Badeniego, kuzyn dyplomaty Ludwika Badeniego. Kształcił się w Wiedniu i Monachium. Odziedziczył po ojcu pałac w Koropcu oraz znaczne majątki ziemskie, którymi sprawnie zarządzał. Angażował się w pracę społeczną, zakładając ochronki i szkoły, budując kaplice i kształcąc na swój koszt najzdolniejsze wiejskie dzieci. W 1917 r. ożenił się z Marią Jabłonowską (1891 – 1941), ślub odbył się w Zakopanem.
Po wkroczeniu Sowietów we wrześniu 1939 r. wyjechał wraz z rodziną do Budapesztu, gdzie pomagał polskim uchodźcom i pracował w konspiracji. W 1941 r. zmarła jego żona. Jego syn, Jan (1921 – 1995) wstąpił do Polskich Sił Zbrojnych, walcząc jako żołnierz w Samodzielnej Brygadzie Karpackiej, a następnie jako pilot Polskich Siłach Powietrznych w Wielkiej Brytanii oraz RAF. W 1944 r. Stefan Badeni został aresztowany przez Gestapo, trafił do obozu koncentracyjnego w Mauthausen, w którym był więziony aż do wyzwolenia przez Amerykanów. Po wojnie pozostał na emigracji, gdyż jego majątki znalazły się w ZSRR. Początkowo mieszkał we Francji, a od 1947 w Irlandii.
Miał duży talent i wiedzę historyczną. Drukował w „Wiadomościach” londyńskich. Napisał książkę pt. „Świat przedwczorajszy”, która była zbiorem tekstów o XIX- wiecznej Europie. Tematem jego wspomnień i felietonów były dzieje Polski i Europy w epoce XIX i XX wieku.
Został pochowany na St.Brigides Cemetery w Dublinie.